# Linóleo

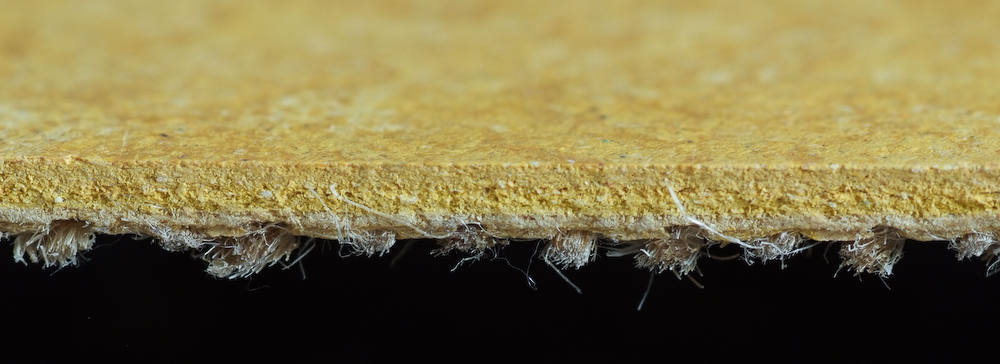
Sección transversal de una baldosa de linóleo.

El linóleo (de lino, y del latín olĕum, aceite) es un material utilizado para construir recubrimientos de suelos fabricado a partir de aceite de lino solidificado mezclado con serrín o polvo de corcho colocado sobre un soporte de una lona o tela basta. Se le suele agregar pigmentos a la mezcla para darle distintos colores. 
Los suelos de linóleo de más alta calidad, llamados 'inlaid', son extremadamente duraderos. Estos suelos se fabrican juntando y encastrando piezas sólidas de linóleo. Se fabrican versiones con patrones geométricos de linóleo en diferentes espesores o dimensiones, y pueden tener impresas capas más delgadas, aunque esto los hace menos duraderos y se desgastan con más facilidad por el tránsito. El linóleo de buena calidad es suficientemente flexible para ser utilizado en edificios en los que materiales más rígidos (tales como tejas cerámicas) se romperían.

## Historia
El linóleo fue inventado por el británico Frederick Walton quien patentó su fórmula en 1860. En 1864, creó la Linoleum Manufacturing Company y hacia 1869 la fábrica ubicada en Staines, Inglaterra exportaba a Europa y Estados Unidos. En 1877, el pueblo escocés de Kirkcaldy, en Fife, se convirtió en el mayor productor de linóleo del mundo, con por lo menos seis fabricantes en el pueblo. En 1874 el linóleo comenzó a fabricarse en Estados Unidos por Joseph Wild Co. (posteriormente, llamada la American Linoleum Company), en el pueblo bautizado Linoleumville, en la costa oeste de Staten Island. En 1931 la compañía se mudó a Filadelfia y los ciudadanos de Linoleumville renombraron al pueblo como Travis, Staten Island.
Desde su invención en el año de 1860 hasta que fue superado en la década de 1950 por otros recubrimientos para suelos más duros, el linóleo fue considerado un material excelente y barato apropiado para recubrir zonas sujetas a alto tránsito. A finales del siglo XIX y principios del siglo XX, era muy utilizado en pasillos, corredores y salas, y como complemento para zonas con alfombras. Sin embargo, la mayoría de la gente asocia el linóleo con su uso como material de revestimiento de suelos de cocinas. Su resistencia al agua permite un mantenimiento y limpieza adecuada en zonas como hospitales y cocinas.
Hasta hace muy poco, en que ha sido sustituido por vinilicos especiales, era muy usado en clínicas y hospitales debido a que el aceite de linaza le confiere propiedades bacterio-estáticas.